# الحرية الدينية في البحرين

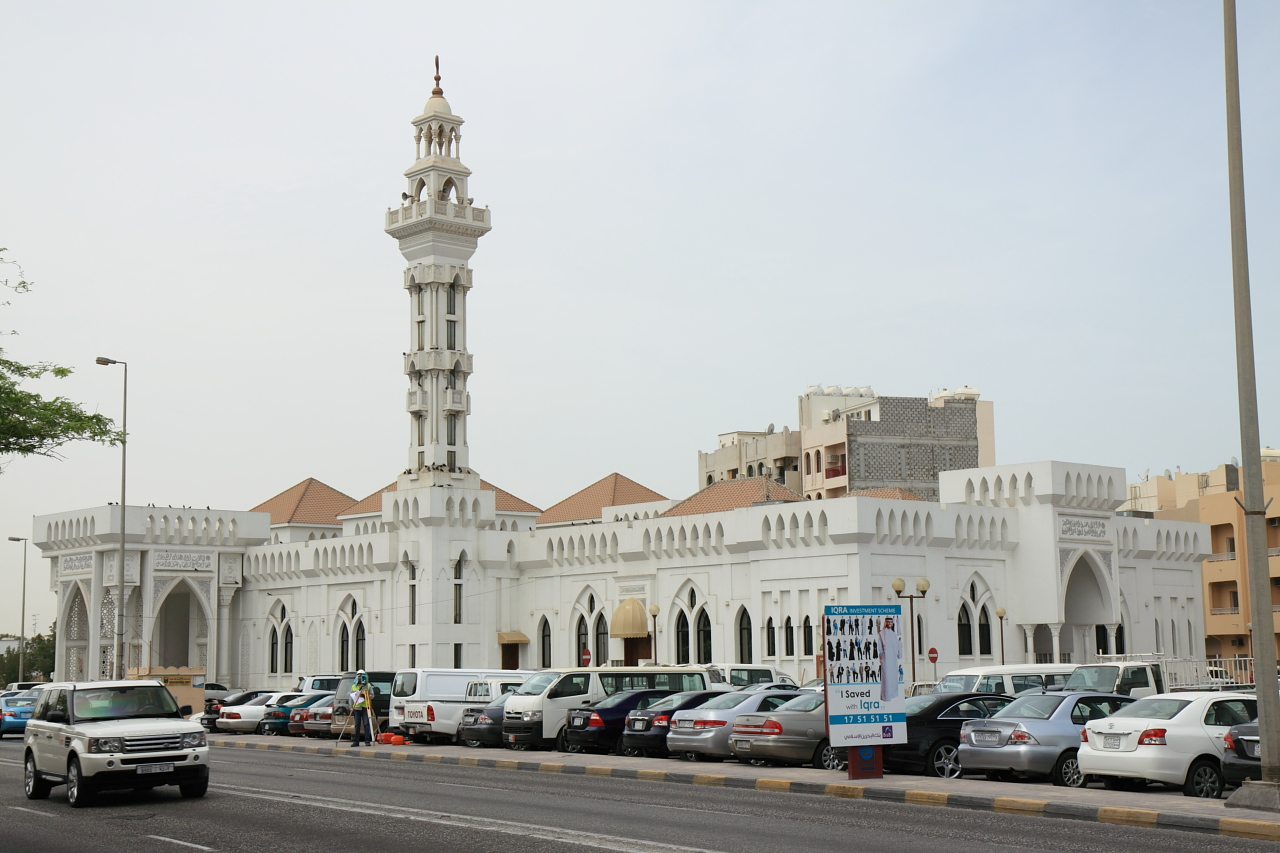
جامع القضيبية بالمنامة

ينص دستور البحرين على أن الإسلام هو الدين الرسمي وأن الشريعة هي المصدر الرئيسي للتشريع. المادة 22 من الدستور تنص على حرية الضمير وحرمة العبادة وحرية القيام بشعائر الأديان والمواكب والاجتماعات الدينية وفقا للعادات المرعية في البلد ومع ذلك فقد وضعت الحكومة بعض القيود على ممارسة هذا الحق.

## الديموغرافيا الدينية
تبلغ نسبة المسلمين من سكان البحرين 99.8% في عام 2010 على الرغم من أن نسبة المسلمين المغتربين تبلغ 70.2٪. لا يظهر التعداد نسبة وأعداد أصحاب الديانات الأخرى في البحرين ولكن هناك حوالي ألف مواطن مسيحي وأقل من 40 مواطن يهودي.
المسلمون ينتمون إلى المذهبين الشيعي والسني. لا توجد إحصاءات رسمية، لكن الشيعة يشكلِّلون 67%-70% من سكان البحرين المسلمين المغتربون أغلبهم من جنوب آسيا ودول عربية أخرى ويشكلون 54٪ من السكان في عام 2010 ومن بين هؤلاء 45٪ مسلمون و55٪ من غير المسلمين بما في ذلك المسيحيين (في المقام الأول: الكاثوليكية والبروتستانتية والأرثوذكسية السورية ومار توما من جنوب الهند) والهندوس والبهائيين والبوذيين والسيخ.

## وضع الحرية الدينية

### الإطار القانوني والسياسي
ينص الدستور على أن الإسلام هو الدين الرسمي للبلاد وينص أيضا على حرية الدين. ومع ذلك كانت هناك قيود على هذا الحق. تسمح الحكومة للمنظمات غير الحكومية السياسية القائمة على الدين لتسجيلها باسم الجمعيات السياسية التي تعمل نوعا ما مثل الأحزاب مع السلطة القانونية للقيام بأنشطة سياسية. أجريت الانتخابات النيابية والبلدية في عام 2006 وشاركت جميع الجمعيات السياسية في الانتخابات النيابية في عامي 2006 و2010 بما في ذلك أكبر جمعية سياسية شيعية جمعية الوفاق الوطني الإسلامية التي قاطعت الانتخابات في عامي 2002 و2014. شارك 53% من مجموع الناخبين المؤهلين في الانتخابات. يجب على كل جماعة دينية الحصول على ترخيص من وزارة العدل والشؤون الإسلامية والأوقاف للعمل. تبعا للظروف فإنه على سبيل المثال من أجل فتح مدرسة دينية لجماعة دينية فإنهم يحتاجون إلى موافقة من وزارة التنمية الاجتماعية وزارة الإعلام و/أو وزارة التربية والتعليم. التجمعات المسيحية المسجلة لدى وزارة التنمية الاجتماعية تعمل بحرية وتسمح لهم بتقديم التسهيلات للتجمعات المسيحية الأخرى التي ليس لديها أماكن للعبادة. تحظر الحكومة الكتابات المعادية للإسلام. سمحت الحكومة بأربعة معابد للسيخ وعدة معابد هندوسية على العمل بحرية. لم يعد المعبد اليهودي الوحيد في البلاد المبنى قبل 60 عاما يعمل.
عقد اجتماع ديني دون ترخيص غير قانوني ومع ذلك لا توجد تقارير عن منع مثل هذه التجمعات. التجمعات المسيحية غير المسجلة موجودة وهناك تقارير من أن الحكومة تحاول فرض التسجيل على التجمعات غير المسجلة. مهمة المجلس الأعلى للشئون الإسلامية الاستعراض والموافقة على كل التعيينات الكتابية ضمن كلتا الطائفتين السنية والشيعية وتحافظ على برنامج الرقابة على جميع المواطنين الذين يدرسون الدين في الخارج. تاريخيا كان هناك دليل على التمييز ضد المسلمين الشيعة في التوظيف للخدمات الأمنية العسكرية والداخلية في البلاد. خلال الفترة المشمولة بالتقرير فإن وزارة الدفاع لا تجند الشيعة للخدمة العسكرية. وزارة الداخلية زادت جهودها لتجنيد الشيعة في الأجهزة الأمنية غير العسكرية خلال الفترة المشمولة بالتقرير. في 19 أبريل 2007 أعلن مسؤولون في وزارة التربية والتعليم أن الوزارة وبالتعاون مع المجلس الأعلى للشئون الإسلامية أنه تم تطوير منهج جديد للتدريس الديني في جميع المدارس الحكومية ابتداء من العام الدراسي المقبل. وفقا لوكيل وزارة الشؤون الإسلامية سيركز المنهج الجديد على الممارسات في الإسلام والفقه وسوف تتضمن محتوى ضد التطرف وأكد على أن المنهج الجديد يجب أن يكون شاملا قناعات جميع مذاهب الإسلام. الدراسات الإسلامية هي جزء من المنهج الدراسي في المدارس الحكومية وإلزامي لجميع طلاب المدارس الحكومية. تستند المناهج الدراسية منذ عقود على المذهب المالكي السني. تم رفض مقترحات أن يشمل تدريس المذهب الجعفري في المناهج الدراسية. تتكون الأنظمة القانونية المدنية والجنائية من مزيج معقد من المحاكم استنادا إلى مصادر قانونية متنوعة بما في ذلك الشريعة السنية والشيعية والقانون القبلي والقوانين المدنية واللوائح الأخرى. عدد القضاة الشرعيين الشيعة أعلى قليلا من عدد نظرائهم السنة.
على الرغم من أن الدستور ينص على الحقوق السياسية للمرأة فإن الشريعة تحكم الأحوال الشخصية. تتفاوت الحقوق المحددة وفقا للمذهبين الشيعي والسني في الشريعة الإسلامية على النحو الذي يحدده إيمان الفرد أو من قبل المحاكم في مختلف العقود التي تنشأ بما في ذلك الزواج. في حين أن كلا من النساء الشيعيات والسنيات لها الحق في الشروع في الطلاق فإن المحاكم الدينية قد ترفض الطلب. يحق للنساء امتلاك ووراثة الممتلكات وجواز تمثيلهن في جميع الأمور العامة والقانونية. في حالة عدم وجود وريث ذكر مباشر يجوز للمرأة الشيعية أن ترث جميع الممتلكات. في المقابل في حالة عدم وجود وريث ذكر مباشر فإن المرأة السنية ترث جزء فقط حسب الشريعة الإسلامية والباقي يوزع على الإخوة والأعمام وأبناء العم المتوفى. يجوز للمرأة المسلمة الزواج من الناحية القانونية من رجل غير مسلم إلا إذا اعتنق الإسلام. في مثل هذه الزيجات فإن الأطفال يصبحون تلقائيا مسلمين. في حالات الطلاق تمنح المحاكم بشكل روتيني حضانة الأطفال للنساء الشيعيات والسنيات حتى سن معين حيث تتحول الحضانة إلى الأب حسب المذهبين الجعفري والمالكي على التوالي. في كل الظروف ماعدا الجنون فإن الأب بغض النظر عن قرارات الحضانة يحتفظ بالحق في إجراء بعض القرارات القانونية لأطفاله مثل الوصاية على ممتلكات الطفل حتى يبلغ الطفل السن القانونية. النساء غير المواطنات يفقدن تلقائيا الوصاية على أطفالهن إذا طلقهن والدهم المواطن. لا توجد أية قيود على عدد المواطنين الذين يسمح لهم بزيارة الأضرحة الشيعية والأماكن المقدسة في إيران والعراق وسوريا. تراقب الحكومة المسافرين إلى إيران وتدقق بعناية على أولئك الذين يختارون دراسة العلوم الدينية هناك. الحكومة لا تذكر الدين أو الطائفة في وثائق الهوية الوطنية. عند ولادة الطفل يطلب من الوالدين التقدم بطلب للحصول على شهادة ميلاد لتحديد دين الطفل وليس الطائفة ولكن لا تتضمن شهادة الميلاد التي تصدرها الحكومة هذه المعلومات. القانون لا يحظر التحول من دين واحد إلى آخر. تعتبر الأعياد التالية أعيادا وطنية: عيد الأضحى وعيد الفطر ومولد النبي محمد ويومي تاسوعاء وعاشوراء ورأس السنة الهجرية. زار قادة يمثلون العديد من المجموعات الدينية البلاد واجتمعوا مع الحكومة وقادة المجتمع المدني وشملت مطران كنيسة مار توما في الهند وهو أعلى مسؤول في الكنيسة.

### القيود على الحرية الدينية
سياسة الحكومة تسهم في الممارسة الحرة للدين عموما. أعضاء الجماعات الدينية الأخرى الذين يمارسون عبادتهم يعملون ذلك بشكل خاص بدون تدخل من الحكومة ويسمح لهم بالاحتفاظ بأماكنهم الخاصة للعبادة وعرض رموز دينهم مثل الصلبان والتماثيل للآلهة والقديسين. تمول الحكومة جميع المؤسسات الدينية الرسمية بما في ذلك مساجد الشيعة والسنة ومآتم الشيعة والأوقاف الشيعة والسنية والمحاكم الدينية التي تمثل كل من المذهبين الجعفري الشيعي والمالكي السني. تسمح الحكومة بالمناسبات الدينية العامة وأبرزها مسيرات تذكارية سنوية كبيرة للمسلمين الشيعة خلال العام الهجري وبالذات شهري رمضان ومحرم.
التحول إلى الإسلام من الجماعات الدينية الأخرى أمر مألوف كما حالات الزواج بين الرجال المسلمين والنساء غير المسلمات. يتم الترحيب بهؤلاء الذين تحولوا عادة في المجتمع الإسلامي. من ناحية أخرى لا يتم تقبل المتحولين من الإسلام إلى المجموعات الدينية من قبل المجتمع. عادة ما يتم مقاطعته من قبل عائلته والمجتمعات المحلية في كثير من الأحيان ويعانون أيضا من الاعتداء الجسدي. بعض هؤلاء الذين تحولوا يعتقد أنهم اضطروا إلى مغادرة البلاد بشكل دائم.
خلال احتجاجات عام 2011 وجهت الحكومة بهدم العشرات من المساجد الشيعية بسبب عدم الحصول على رخصة للبناء. وفقا للزعماء الشيعة فإنه يتم الهدم في جوف الليل برفقة الشرطة والحراسات العسكرية وفي كثير من الحالات تنقل الأنقاض قبل ان يستيقظ السكان بحيث لا يتركون أي أثر. دافع خالد بن علي آل خليفة وزير العدل والشؤون الإسلامية والأوقاف عن عمليات الهدم قائلا: «هذه ليست مساجد بل هذه مباني غير قانونية». أظهرت الصور التي التقطت لعدة مساجد قبل تدميرها من قبل الحكومة أنها مبنية منذ عقود.
نفى مرارا المجلس الأعلى للشئون الإسلامية منح رخصة لبناء معبد لجماعة البهائية الرغم من أن الجماعة لم يطلب منها الاعتراف الرسمي في سنوات عديدة وأنها ترفض الاعتراف بهذه الطائفة. لكن المجتمع البهائي استمر في جمع المال والعبادة بحرية دون تدخل من الحكومة. يعتبر المجلس الأعلى للشئون الإسلامية أن الدين البهائي امتداد زائف للإسلام ومعتنقوه كفار. في بعض الوزارات الحكومية الأخرى يظهر الدين البهائي كخيار ديني في القوائم المنسدلة في الحاسوب للمواطنين عند التقدم بطلب للحصول على وثائق حكومية معينة.
تعرض وتباع الأناجيل والمطبوعات المسيحية الأخرى علنا في المكتبات المحلية التي تبيع أيضا الأدب الديني الإسلامي وغيرها. تبيع الكنائس أيضا المواد المسيحية بما في ذلك الكتب والموسيقى ورسائل من القادة المسيحيين صراحة ومن دون قيود. كتب دينية من جميع فروع الإسلام وكاسيتات خطب ألقاها دعاة مسلمين من بلدان أخرى ومنشورات متاح بسهولة. في السنوات الأخيرة بذلت وزارة الداخلية جهود كبيرة لزيادة توظيف المواطنين الشيعة. في عام 2005 قدمت كنيسة مسيحية تضم أكثر من ألف عضو طلبا لوزارة التنمية الاجتماعية لتشكيل رعية ثانية. تم تعيين كاهن مؤقت للأبرشية لخدمة أعضاء الرعية الثانية ولكنه بقي فقط 4 أشهر بسبب القيود على التأشيرات. الرعية طلب الحصول على تأشيرة إقامة لمدة ثلاث سنوات لكاهن دائم. بحلول نهاية الفترة المشمولة بالتقرير لم يكن تم يخطر المسؤولين الحكوميين قادة الكنيسة بشأن اتخاذ قرار نهائي بشأن السماح لرعية ثانية أو منح تأشيرة دخول لكاهن مقيم دائم. طلب مسؤولي الكنيسة الحصول على معلومات ولكن لم يتم الرد عليهم. لم ترد تقارير عن سجناء أو معتقلين دينيين في البلاد.
في فبراير عام 2011 امتد التوتر بين الأقلية الحاكمة السنية والأغلبية الشيعية أكثر في احتجاجات الشوارع التي تم قمعها بعنف من قبل قوات الشرطة مما أسفر عن وفاة عدة مدنيين. عقدت السلطات محاكمات سرية حيث قد الحكم على المتظاهرين بالإعدام وتم القبض على السياسيين المعارضين البارزين وسجن الممرضات والأطباء الذين عالجوا المحتجين الجرحى واستولت على نظام الرعاية الصحية التي يتم تشغيلها في المقام الأول من قبل الشيعة، تم تسريح ألف مهني شيعي من وظائهم وألغت معاشاتهم التقاعدية واعتقلت الطلاب والمعلمين الذين شاركوا في الاحتجاجات وضربهم واعتقلت الصحفيين وأغلقت الصحيفة المعارضة الوحيدة.
أعرب مسؤولون أمريكيون عن قلقهم إزاء حقد القيادة السنية في البحرين وذكروا أن إدارة أوباما كانت قلقة للغاية بشأن الدوامة السريعة في البحرين.

### التحول الديني القسري
لا يوجد تاريخ في البحرين يدل على التحويل الديني القسري. الرعايا الأجانب وكذلك الأقليات المحلية قادرون على ممارسة شعائرهم الدينية من دون تدخل من الحكومة أو المجموعات الدينية الأخرى.

### وضع الجالية اليهودية
الجالية اليهودية الصغيرة في مأمن من الهجمات أو التخريب. يوجد بعض التعليقات ورسوم الكاريكاتير السياسية المعادية للصهيونية ورسوم الكاريكاتير التي عادة ترتبط بالصراع الإسرائيلي الفلسطيني ولكن خارج السياق السياسي فيتم احترام الأقلية اليهودية بشكل كامل والسماح لهم بالعمل بحرية. الشعب اليهودي في البحرين يمارس بانتظام عبادتهم دون تدخل من الحكومة. في عام 2008 عينت البحرين هدى عزرا نونو إبراهيم سفيرة في الولايات المتحدة.

### التحسينات والتطورات الإيجابية في احترام الحرية الدينية
أجريت الانتخابات البرلمانية والبلدية في نوفمبر وديسمبر 2006. المرشحون المرتبطون بالجمعيات السياسية القائمة على الدين فازوا ب32 من 40 مقعدا في مجلس النواب. خلال الانتخابات أجرى المرشحين من الجمعيات السياسية الدينية حملاتهم دون أي تدخل من الحكومة. كان هناك عضو يهودي واحد وعضو مسيحي واحد في مجلس الشورى المؤلف من 40 عضوا الذين تم تعيينهم في ديسمبر 2006 من قبل الملك في أعقاب انتخابات مجلس النواب. تم اختيار العضوة المسيحية من قبل زملائها لتكون النائب الثاني لرئيس مجلس الشورى وهي أيضا أحد ممثلي البلاد الأربعة في البرلمان العربي. كان هناك مرشح مسيحي في انتخابات المجلس البلدي لكنه هزم. في أبريل 2007 بدأت جمعية سيدات الأعمال البحرينية حملة توعية حول قانون الأسرة من خلال رعاية حلقة نقاش. لم تثر هذه القضية بأي شكل من الأشكال خلال الانتخابات التي جرت في نوفمبر وديسمبر 2006 على الرغم من حملة التوعية من قبل المجلس الأعلى للمرأة في خريف عام 2005 والندوات من قبل مجموعات المجتمع المدني الذين سلطوا الضوء على الحاجة إلى قانون الأسرة. أعقب ذلك نقاش عام ومسيرات في كل من صالح وضد مثل هذا القانون. خلال الفترة المشمولة بالتقرير زار أعضاء من جماعة كنيسة عوالي نزلاء السجون المسيحيين مرة واحدة شهريا لتوفير الملابس وكتب الأدب المسيحية. قدم أعضاء من الكنائس الأخرى أيضا زيارات دورية لنزلاء السجون المسيحيين.